# Supercopa Italiana de Voleibol Feminino
A  Supercopa Italiana de Voleibol Feminino  é uma competição anual entre clubes de voleibol feminino  da Itália,  disputado em jogo único pelos campeões da  Liga A Italiana e  da  Copa A Itália . É organizado pela Lega Pallavolo Femminile Serie A, consórcio de clubes filiado à Federação Italiana de Voleibol (FIPAV).

## Histórico
Em 2001,  2002,  2004 e 2006 foi disputado por quatro clubes, já em 2014 reuniu três equipes.